# Kloster Piva

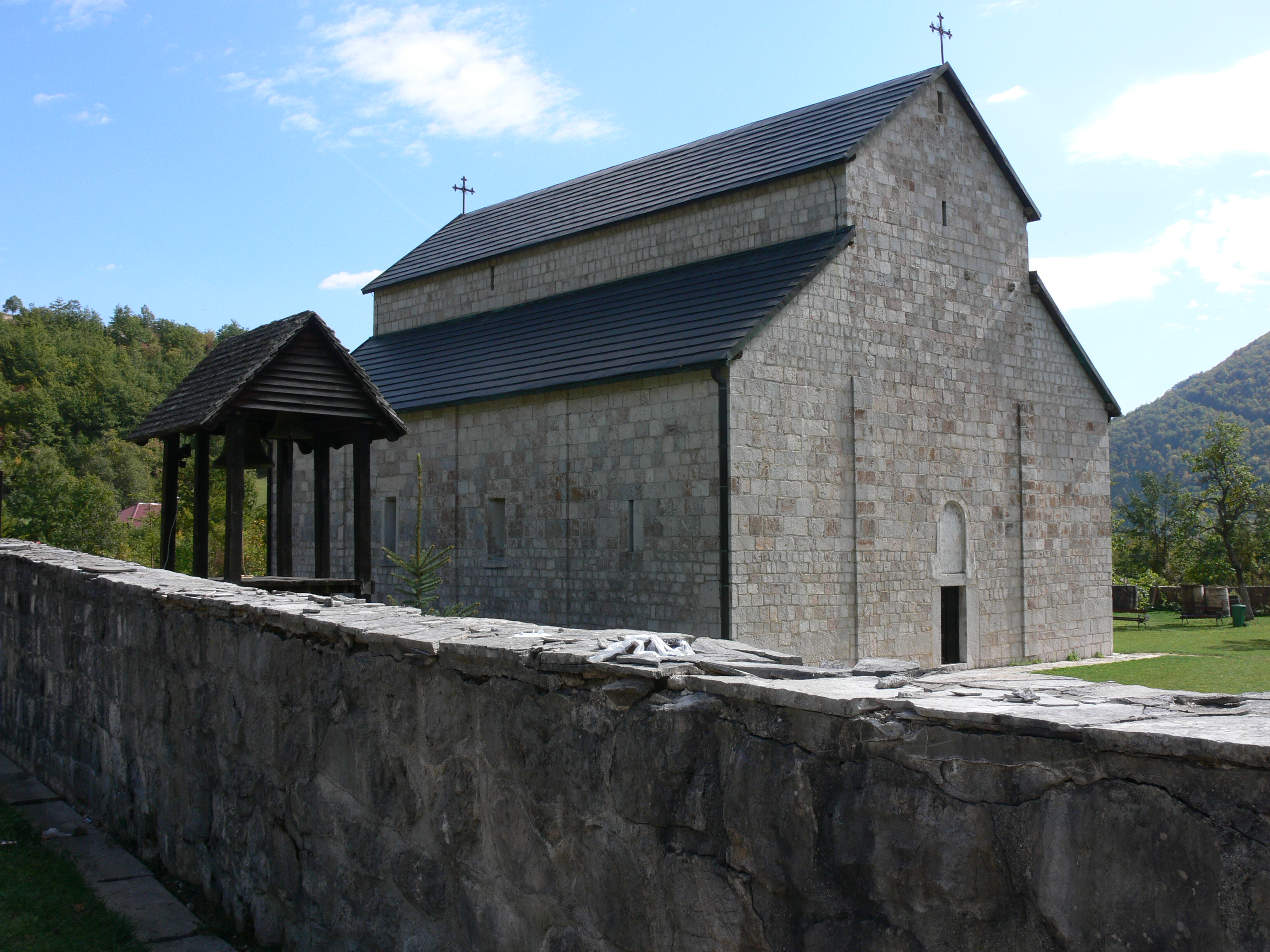
Kloster Piva, Blick über die Klostermauer

Das Kloster Piva (serbisch Manastir Piva Манастир Пива) ist ein serbisch-orthodoxes Kloster auf dem Gebiet der Gemeinde Plužine im Westen Montenegros. Das Kloster ist neben den Klöstern Ostrog und Morača eine der wichtigsten Anlagen monastischen Lebens in Montenegro. 
Die Klosterkirche ist eine dreischiffige Basilika mit Vorhalle, jedoch ohne Turm und Kuppel. Die Kirche wurde von 1573 bis 1586 während der osmanischen Herrschaft erbaute und ist der größte serbisch-orthodoxe Kirchenbau, der in dieser Zeit entstand. Das Kloster wurde im Verlauf seiner Geschichte dreimal in Brand gesteckt, zuletzt 1876. Es wurde jedoch immer wieder aufgebaut und instand gesetzt. Um das Kloster vor der Überflutung durch das Aufstauen des Piva-Stausees zu bewahren, wurde es von 1970 bis 1982 an seinen heutigen Standort versetzt.
Die Klosterkirche wurde Stein für Stein abgetragen und am neuen Standort wieder aufgebaut. Zuvor waren die Fresken von den Wänden abgelöst worden und konnten an neuer Stelle wieder angebracht werden. 
So blieben die Fresken, von einer Gesamtfläche von insgesamt 1260 m² im Original erhalten.
Zum Klosterkomplex gehören neben der Kirche Wohngebäude, eine Bäckerei und eine Spinnerei. In der Schatzkammer werden wertvolle Ikonen und Goldschmiedearbeiten aufbewahrt sowie vier kostbare handgeschriebene Evangeliare aus dem 16. Jahrhundert.

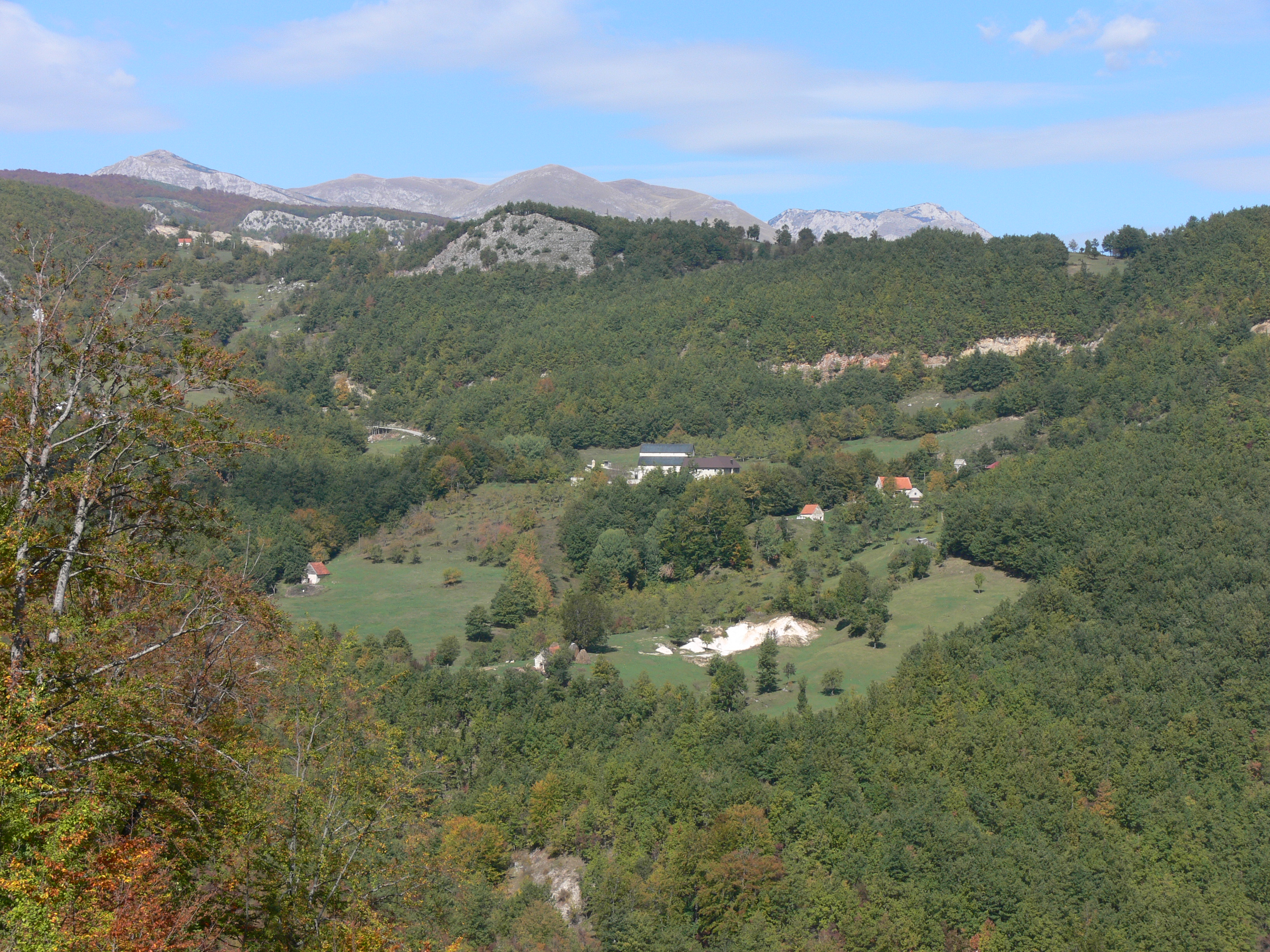
Überblick über das Klostergelände
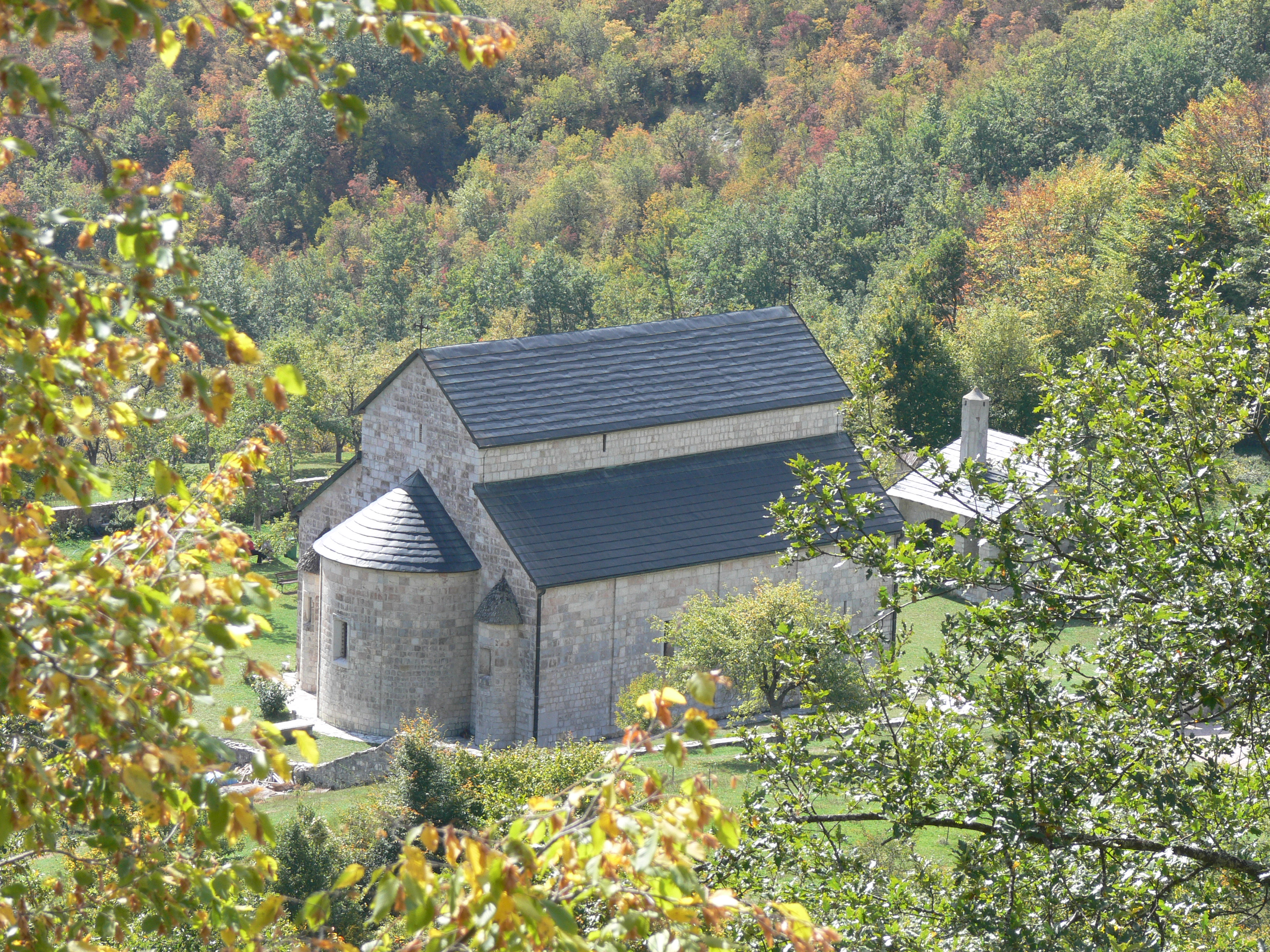
Hauptkirche des Klosters Piva